# Balzac and the Little Chinese Seamstress
Balzac and the Little Chinese Seamstress (Chinees: 巴尔扎克与小裁缝, Bā'ěrzhākè yǔ xiǎo cáifeng) is een Frans-Chinese dramafilm uit 2002 onder regie van Dai Sijie, gebaseerd op Dai's semi-autobiografische roman Balzac en het Chinese naaistertje uit 2000. De film ging in première op het filmfestival van Cannes en werd genomineerd voor een Golden Globe in 2003 voor beste buitenlandse film. 
Hoewel de film zich afspeelt in de provincie Sichuan, werd hij opgenomen in de bergen van Zhangjiajie in de provincie Hunan. Na zeven maanden onderhandelingen met de Chinese autoriteiten kregen de filmmakers toestemming om te filmen in China. Vertoning van de film in China werd echter verboden door de Chinese overheid.

## Verhaal
Twee geleerde zonen van intellectuelen worden in 1971, ten tijde van de Culturele Revolutie, naar het platteland in Sichuan gestuurd voor heropvoeding. Ze mogen zich niet langer met hun opleiding bezighouden, maar moeten onder toezien van de arme dorpelingen hun steentje bijdragen op het platteland. Ze stelen een koffer vol buitenlandse romans, die zijn bestempeld als contrarevolutionair en zodoende zijn verbannen. Ze lezen de boeken in het geheim en vertellen de verhalen in het dorp na met een socialistisch randje. Hiermee trekken ze de aandacht van een beeldschoon naaistertje, die gefascineerd raakt door hun wereldse blik. Beide jongens worden verliefd op het meisje, maar raken haar uiteindelijk uit het oog.
Een van de jongens, Ma Jianling, verhuist na de Culturele Revolutie naar Frankrijk. Als hij twintig jaar later te horen krijgt dat met de aanleg van de Drieklovendam het bergdorpje waar hij werd heropgevoed onder water zal komen te staan, keert hij terug naar Sichuan met de hoop om het naaistertje te vinden.

## Rolverdeling
- Zhou Xun als het Chinese naaistertje
- Liu Ye als Ma Jianling
- Chen Kun als Luo Min
- Chen Tianlu als Dorpshoofd
- Wang Hongwei als 'Four-Eyes'